# ボフダン・ブトコ
ボフダン・イェヴヘノヴィッチ・ブトコ（Bohdan Yevhenovych Butko、ウクライナ語: Богдан Євгенович Бутко、1991年1月13日  - ）は、ウクライナ・ドネツィク州コンスタンチノフカ出身のサッカー選手。元ウクライナ代表。FCゾリャ・ルハーンシク所属。ポジションは、ディフェンダー。

## クラブ経歴
地元ドネツィク州のFCシャフタール・ドネツクでキャリアをスタート。2010年7月16日、FCヴォリン・ルーツィクにレンタル移籍。
2011–12シーズンはFCイリチヴェツ・マリウポリにレンタル移籍。
2020年2月17日、レフ・ポズナンにレンタル移籍した。

## タイトル

### クラブ
シャフタール・ドネツク
- ウクライナ・プレミアリーグ : 2016-17, 2017-18, 2018-19
- ウクライナ・カップ : 2016-17, 2017-18, 2018-19
- ウクライナ・スーパーカップ : 2016, 2017

### 代表
UEFA U-19欧州選手権 : 2009